# Vuelta a Burgos 2010
La XXXII Vuelta a Burgos se disputó entre el 4 y el 8 de agosto de 2010 con un recorrido de 657,3 km dividido en 5 etapas, con inicio en Villasana de Mena y final en las Lagunas de Neila. 
La prueba perteneció al UCI Europe Tour 2009-2010 de los Circuitos Continentales UCI, dentro de la máxima categoría para vueltas de varias etapas: 2.HC.
Tomaron parte en la carrera 17 equipos. Los 3 equipos españoles de categoría UCI ProTeam (Caisse d'Epargne, Euskaltel-Euskadi y Footon-Servetto); los 2 de categoría Profesional Continental (Andalucía-Cajasur y Xacobeo Galicia); y 2 de categoría Continental (Burgos 2016-Castilla y León y Orbea). En cuanto a representación extranjera, estuvieron 10 equipos: los UCI ProTour del Team Sky, Team Katusha, Quick Step, Liquigas-Doimo, Rabobank; y los Profesionales Continentales del Vacansoleil Pro Cycling Team, Acqua & Sapone-D'Angelo & Antenucci, Topsport Vlaanderen-Mercator, Ceramica Flaminia y Androni Giocattoli-Serramenti PVC Diquigiovanni. Formando así un pelotón de 133 ciclistas, con 8 corredores cada equipo (excepto el Rabobank, el Vacansoleil y el Sky que salieron con 7), de los que acabaron 101.
El ganador final fue Samuel Sánchez (quien además se hizo con las dos etapas montañosas y la clasificación de la regularidad). Le acompañaron en el podio Ezequiel Mosquera y Vincenzo Nibali, respectivamente, coincidiendo con los tres primeros puestos de la etapa reina y final, en las Lagunas de Neila.
En las otras clasificaciones secundarias se impusieron José Toribio (montaña), Mikel Ilundain (metas volantes) y Liquigas-Doimo (equipos).

## Etapas
| Etapa | Fecha       | Recorrido                                   | km         | Ganador                   | Líder                     |
| ----- | ----------- | ------------------------------------------- | ---------- | ------------------------- | ------------------------- |
| 1.ª   | 4 de agosto | Villasana de Mena-Medina de Pomar           | 143        | Koldo Fernández de Larrea | Koldo Fernández de Larrea |
| 2.ª   | 5 de agosto | Burgos-Miranda de Ebro (San Juan del Monte) | 165        | Samuel Sánchez            | Samuel Sánchez            |
| 3.ª   | 6 de agosto | Queso de Sasamón-Melgar de Fernamental      | 21,3 (CRE) | Katusha                   | Giampaolo Caruso          |
| 4.ª   | 7 de agosto | Vivar del Cid-Salas de los Infantes         | 173        | Romain Feillu             | Giampaolo Caruso          |
| 5.ª   | 8 de agosto | Vilviestre del Pinar-Lagunas de Neila       | 155        | Samuel Sánchez            | Samuel Sánchez            |

## Clasificaciones finales
| \| 1. \| Samuel Sánchez \| 16h 15' 38" \| \| 2. \| Ezequiel Mosquera \| + 1" \| \| 3. \| Vincenzo Nibali \| + 21" \| \| 4. \| Oliver Zaugg \| + 37" \| \| 5. \| Morris Possoni \| + 41" \| \| 6. \| José Iván Gutiérrez \| + 44" \| \| 7. \| Giampaolo Caruso \| + 45" \| \| 8. \| Steven Kruijswijk \| + 56" \| \| 9. \| Igor Antón \| + 57" \| \| 10. \| Laurens Ten Dam \| + 1' 10" \| |                     |             |
| 1. | Samuel Sánchez      | 16h 15' 38" |
| 2. | Ezequiel Mosquera   | + 1"        |
| 3. | Vincenzo Nibali     | + 21"       |
| 4. | Oliver Zaugg        | + 37"       |
| 5. | Morris Possoni      | + 41"       |
| 6. | José Iván Gutiérrez | + 44"       |
| 7. | Giampaolo Caruso    | + 45"       |
| 8. | Steven Kruijswijk   | + 56"       |
| 9. | Igor Antón          | + 57"       |
| 10. | Laurens Ten Dam     | + 1' 10"    |

| \| 1. \| José Toribio \| 38 p. \| \| 2. \| Samuel Sánchez \| 36 p. \| \| 3. \| Ezequiel Mosquera \| 26 p. \| |                   |       |
| 1. | José Toribio      | 38 p. |
| 2. | Samuel Sánchez    | 36 p. |
| 3. | Ezequiel Mosquera | 26 p. |

| \| 1. \| Samuel Sánchez \| 50 p. \| \| 2. \| Romain Feillu \| 41 p. \| \| 3. \| Giampaolo Caruso \| 32 p. \| |                  |       |
| 1. | Samuel Sánchez   | 50 p. |
| 2. | Romain Feillu    | 41 p. |
| 3. | Giampaolo Caruso | 32 p. |

| \| 1. \| Mikel Ilundain \| 19 p. \| \| 2. \| José Toribio \| 14 p. \| \| 3. \| Manuel Calvente \| 6 p. \| |                 |       |
| 1. | Mikel Ilundain  | 19 p. |
| 2. | José Toribio    | 14 p. |
| 3. | Manuel Calvente | 6 p.  |

| \| 1. \| Liquigas-Doimo \| 48h 49' 28" \| \| 2. \| Euskaltel-Euskadi \| + 40" \| \| 3. \| Xacobeo Galicia \| + 1' 53" \| |                   |             |
| 1. | Liquigas-Doimo    | 48h 49' 28" |
| 2. | Euskaltel-Euskadi | + 40"       |
| 3. | Xacobeo Galicia   | + 1' 53"    |

## Cobertura televisiva
La retransmisión televisiva de la carrera corrió a cargo de Radio Televisión de Castilla y León
y asimismo fue facilitada a otras cadenas:
- Teledeporte (canal deportivo de TVE)
- ETB 1  (primer canal de ETB, televisión pública vasca)
- TPA (televisión pública asturiana)
- France Télévisions (televisión pública francesa)

Asimismo, la carrera también se pudo seguir en directo por varios portales de internet. En cuánto a la retransmisión en diferido se emitieron reportajes resúmenes diarios en otras cadenas autonómicas españolas.